# Louis Bulteau
Louis Bulteau (Rouen, 1625 – Parigi, 1693) è stato uno storico francese.

Trattato dell'usura, 1790 (Fondazione Mansutti, Milano).

Nato a Rouen, per oltre un decennio svolse il ruolo di segretario alla corte di Luigi XIV. Si dedicò allo studio del monachesimo, in particolare approfondendo le biografie degli eremiti. Concluse i suoi giorni nell'abbazia di Saint-Germain-des-Prés a Parigi. Tra le sue opere, il Trattato dell'usura è pubblicato in francese nel 1720 e in italiano nel 1756; l'opera fu spesso attribuita al teologo giansenista Pierre Nicole, con lo pseudonimo di Chanteresme.